# Síra (minerál)
Síra, chemický vzorec S8, je kosočtverečný minerál.

## Původ
- vulkanický – v oblastech aktivní vulkanické činnosti kondenzuje z unikajících plynů a par;
- sedimentární – tzv. síronosné horniny, většinou vápence organického původu uzavřené v jílovitých , slínitých nebo karbonátových horninách;
- druhotný – rozkladem sulfidů, zejména pyritu; na hořících uhelných haldách;
- biogenní – produkt činnosti mikroorganizmů.

## Morfologie
Krystaly jsou nejčastěji dipyramidální a hrubě tabulkovité. Práškovité, zrnité, ledvinité a zemité agregáty, výplně, nálety, krápníky.

## Polymorfismus
Za normální teploty krystaluje v kosočtverečné soustavě (αS), nad 95,6 °C v jednoklonné soustavě (βS). Minerál rosickýit (γS) je dimorfní k βS. Amorfní síra (sulfurit) vzniklá při prudkém ochlazení tekuté síry, je nestabilní a časem se změní na αS.

## Vlastnosti
- Fyzikální vlastnosti: Tvrdost 1,5–2, velmi křehký, hustota 2–2,1 g/cm³, štěpnost nedokonalá podle (001), (110) a (111), lom lasturnatý, nerovný. Taje při 114 °C.
- Optické vlastnosti: Barva: sírově žlutá, medově žlutá, žlutohnědá až žlutozelená, nálety bývají bělavé. Lesk diamantový na krystalových plochách, na lomu lesk mastný, průhlednost: průhledný až průsvitný , vryp bílý až světle žlutý.
- Chemické vlastnosti: Složení: S 100 %, běžné příměsi Se, Te, As. Rozpouští se v koncentrované HNO3, sirouhlíku, benzolu, petroleji.

## Podobné minerály
- greenockit, auripigment, copiapit (v práškové formě)

## Parageneze
- sádrovec, anhydrit, halit, aragonit, kalcit, celestin, dolomit, stroncianit, salmiak

## Získávání

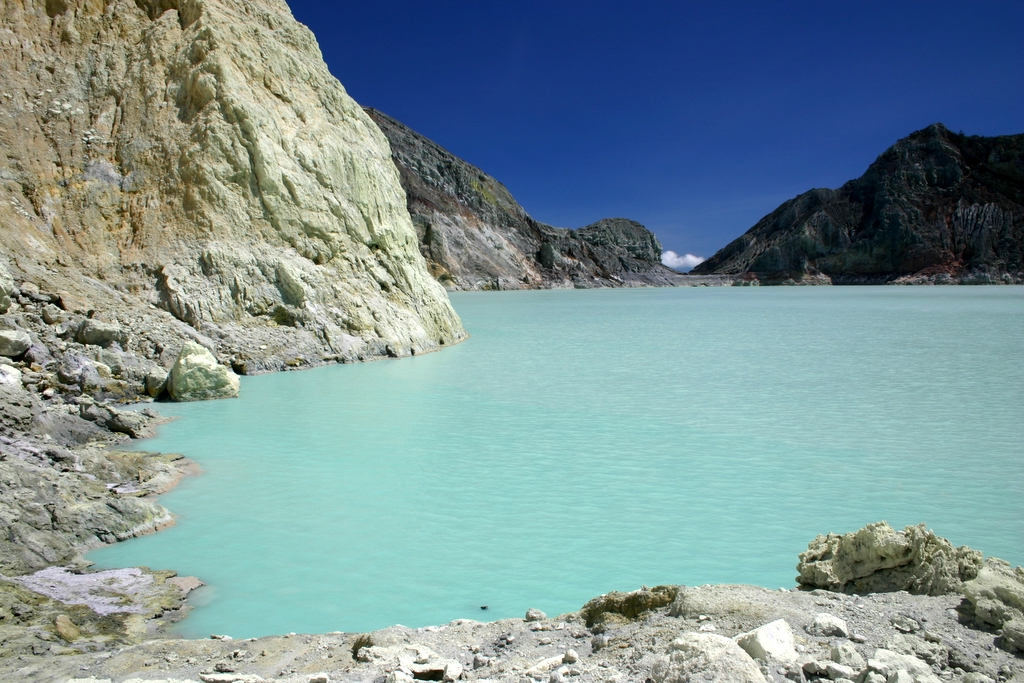
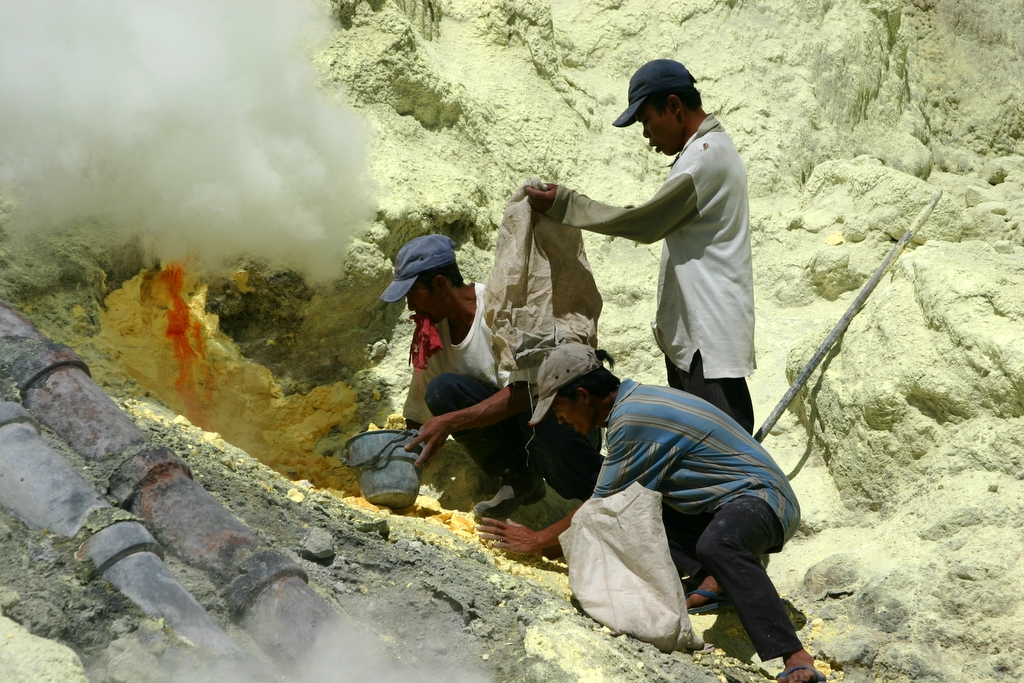
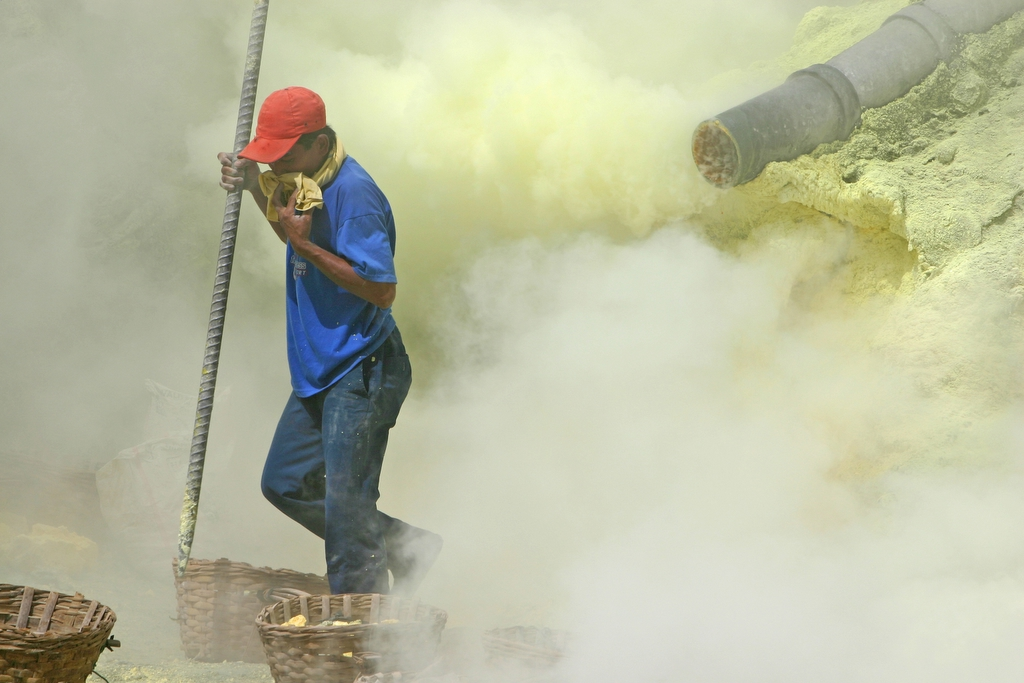
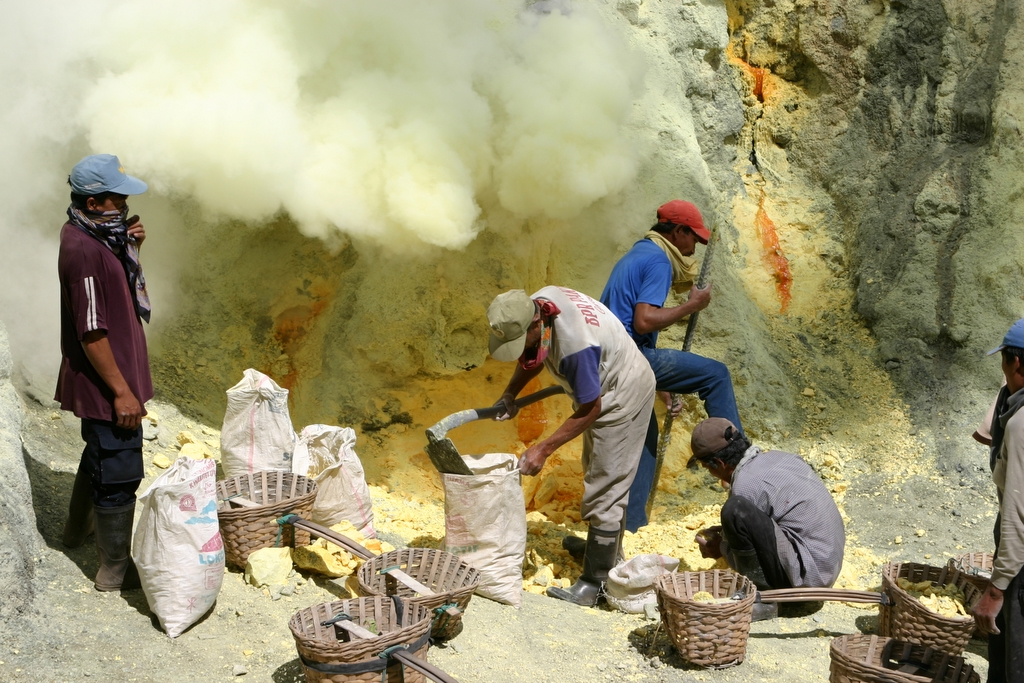
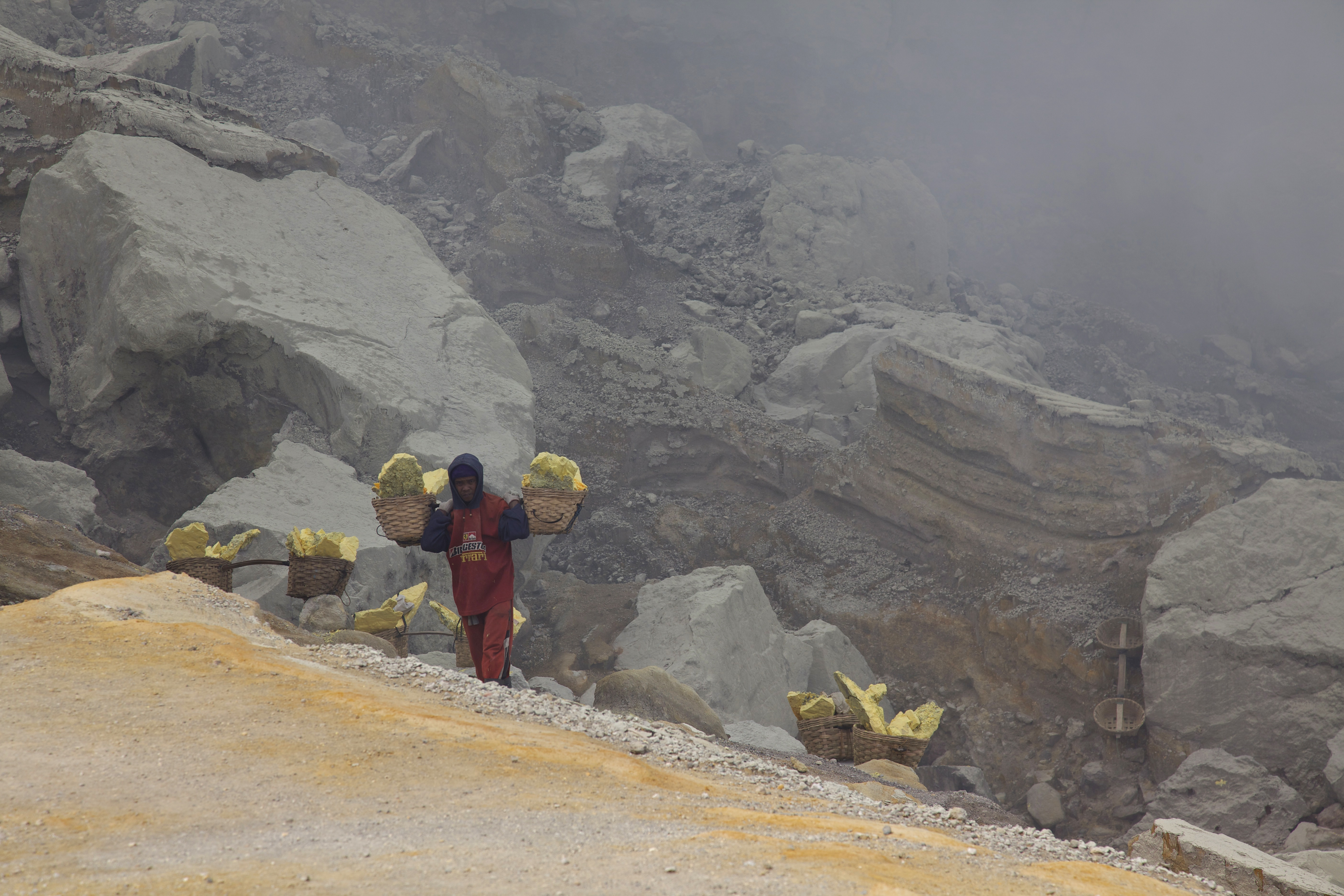

- Těžbou síronosných hornin v povrchovém dole, jako např. v Tarnobřehu v Polsku.
- Vháněním přehřáté páry do hlubinných vrtů a následným odčerpáváním vytékající roztavené síry.
- Ochlazováním unikajících sopečných par – sopka Kawah Ijen v Indonésii, kde domorodci sbírají v kráteru sopky kusy síry. Blíže např. články na Asmat nebo Kalimera.

## Využití
K výrobě kyseliny sírové, chemikálií, výbušnin, v papírnictví, gumárenství, v zemědělství, kožedělném průmyslu aj.

## Naleziště
Hojný minerál.
- Česko – uhelné haldy na Kladně, Zastávka, Havírna u Letovic – rosickýit (γS)
- Slovensko – akcesoricky Dubník, Smolník

sedimentární ložiska
- Polsko – Tarnobřeh
- Španělsko – oblast Cádizu
- Rusko – oblast Povolží
- USA – Texas, Louisiana
- a další

vulkanogenní ložiska
- Itálie
- Turecko
- Island
- Rusko
- Indonésie
- a další